# Письменное
Пи́сьменное (укр. Письменне) — посёлок в Васильковской поселковой общине Синельниковского района Днепропетровской области Украины.
До 2020 года являлся административным центром Письменского поселкового совета.

## Географическое положение
Посёлок находится в 2-х км от левого берега реки Соломчина, примыкает к сёлам Дибровка и Шевченко. По посёлку протекает пересыхающий ручей с запрудой.

## История
- В 1884 году на этом месте была построена станция Письменная Екатерининской железной дороги, названная по фамилии владельцев — потомков петрбугского поручика Письменского, который получил земли от Екатерины II после ликвидации Запорожской Сечи.
- В 1886 году немецкий колонист Кильман построил возле станции десять домов, которые основали посёлок Кильмансталь. Это название сохранилось до 1946 года[2].
- Во время Великой Отечественной войны в 1941—1943 гг. селение находилось под немецкой оккупацией.
- 1957 — присвоен статус посёлок городского типа.

В январе 1989 года численность населения составляла 1502 человека.
По состоянию на 1 января 2013 года численность населения составляла 1268 человек.

## Объекты социальной сферы
- Детский сад.
- Школа.
- Дом культуры.
- Больница.
- Полицейский участок.

## Транспорт
Железнодорожная станция Письменная на линии Чаплино — Синельниково Приднепровской железной дороги.

## Достопримечательности
- Братская могила советских воинов.